# Lhasa-Nunatak
Der Lhasa-Nunatak ist ein Nunatak in der antarktischen Ross Dependency. Im Königin-Maud-Gebirge ragt er in Form eines 17,5 km langen Grates östlich der Supporters Range in nordwest-südöstlicher Ausdehnung zwischen dem Snakeskin-Gletscher und dem Jensen-Gletscher auf.
Wissenschaftler einer von 1961 bis 1962 durchgeführten Kampagne im  Rahmen der New Zealand Geological Survey Antarctic Expedition benannten ihn so, weil die zentrale Erhebung des Nunataks sie an den Potala-Palast in der tibetischen Hauptstadt Lhasa erinnerte.